# Tridax procumbens
Espèce
Tridax procumbens est une espèce de plantes à fleurs de la famille des Asteraceae. Elle est surtout connue comme une mauvaise herbe. Elle est originaire d'Amérique tropicale mais elle a été introduite dans les régions tropicales, subtropicales et tempérées du monde entier. Elle est considérée comme une mauvaise herbe nuisible aux États-Unis.

## Description
La plante porte des fleurs centrales jaunes et des fleurs périphériques blanches ou jaunes ligulées à trois dents. Les feuilles sont dentées et généralement en forme de flèche. Son fruit est un akène dur recouvert de poils raides et ayant une aigrette plumeuse blanche à une extrémité. La plante est envahissante en partie parce qu'elle produit beaucoup de ces akènes, jusqu'à 1500 par plante, et chaque akène peut être emporté par le vent sur une certaine distance. Cette mauvaise herbe peut être trouvée dans les champs, prairies, terres cultivées, pelouses et bords de routes dans les zones tropicales ou semi-tropicales.

## Utilisations
Tridax procumbens est connu pour avoir plusieurs activités thérapeutiques: antivirale, antibiotique, cicatrisante, insecticide et anti-inflammatoire. Certaines zones tribales de l'Inde utiliseraient le jus des feuilles pour guérir les blessures fraîches et arrêter les saignements.

## Galerie

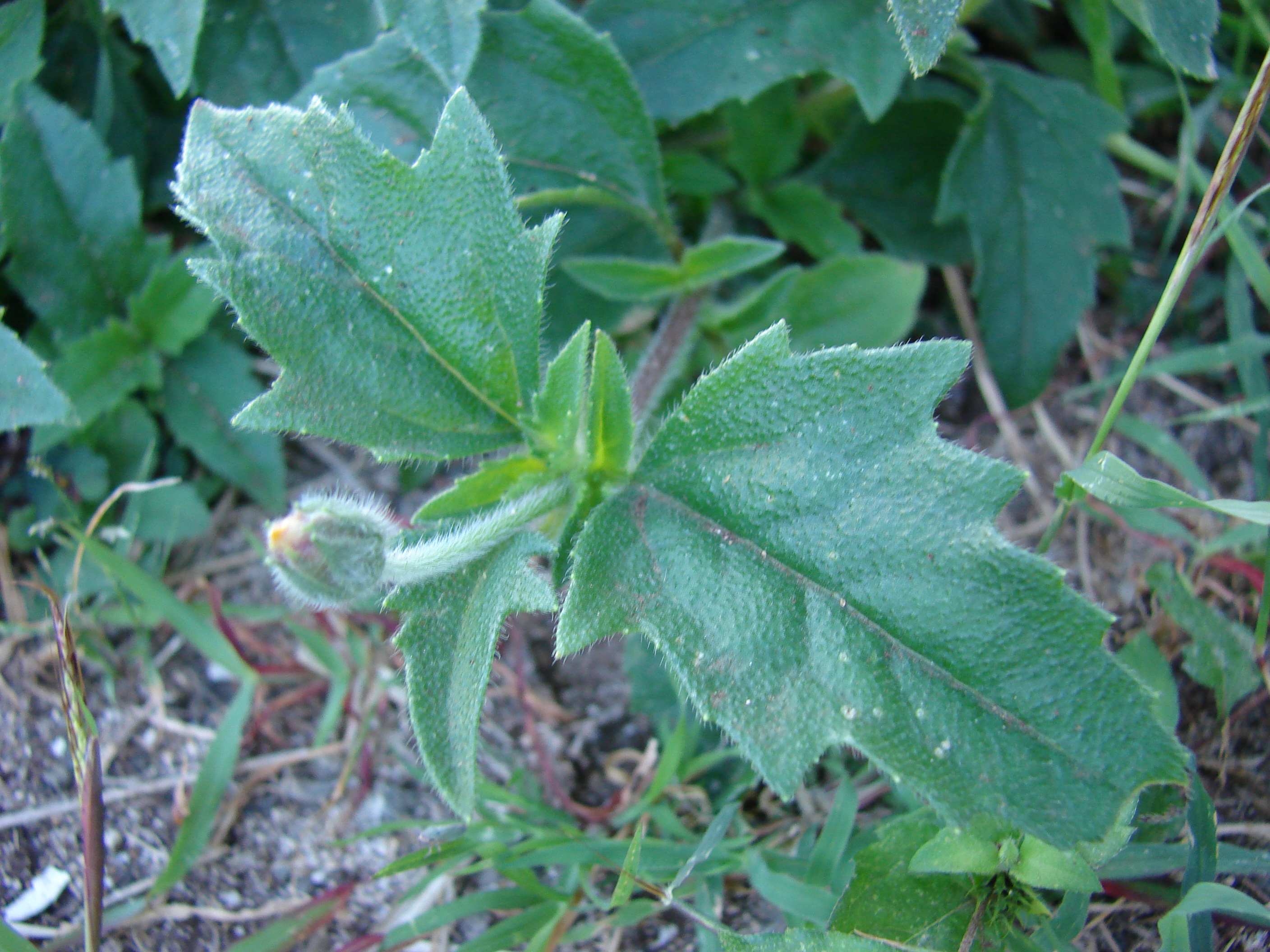
Feuilles.
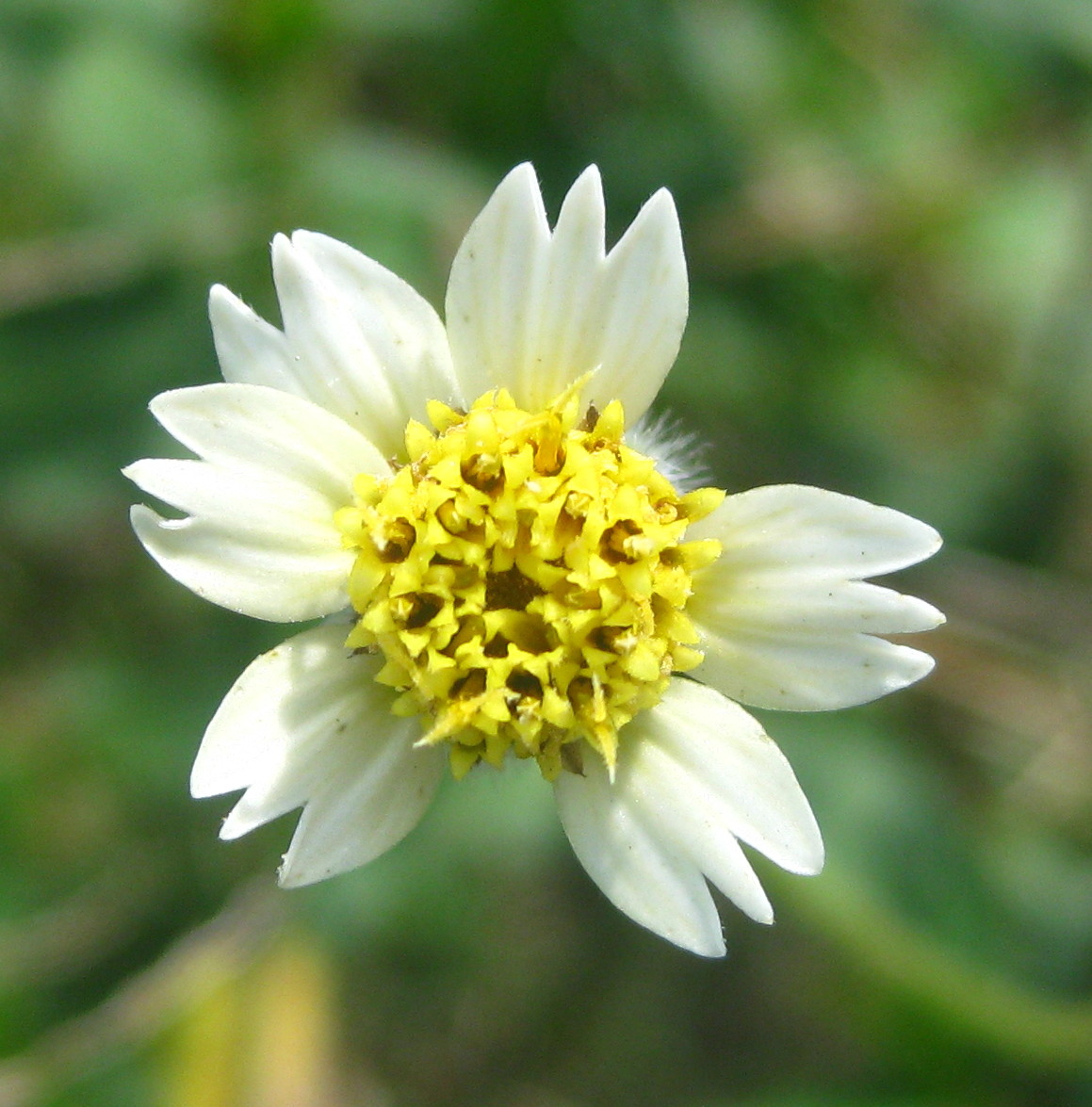
Fleur.
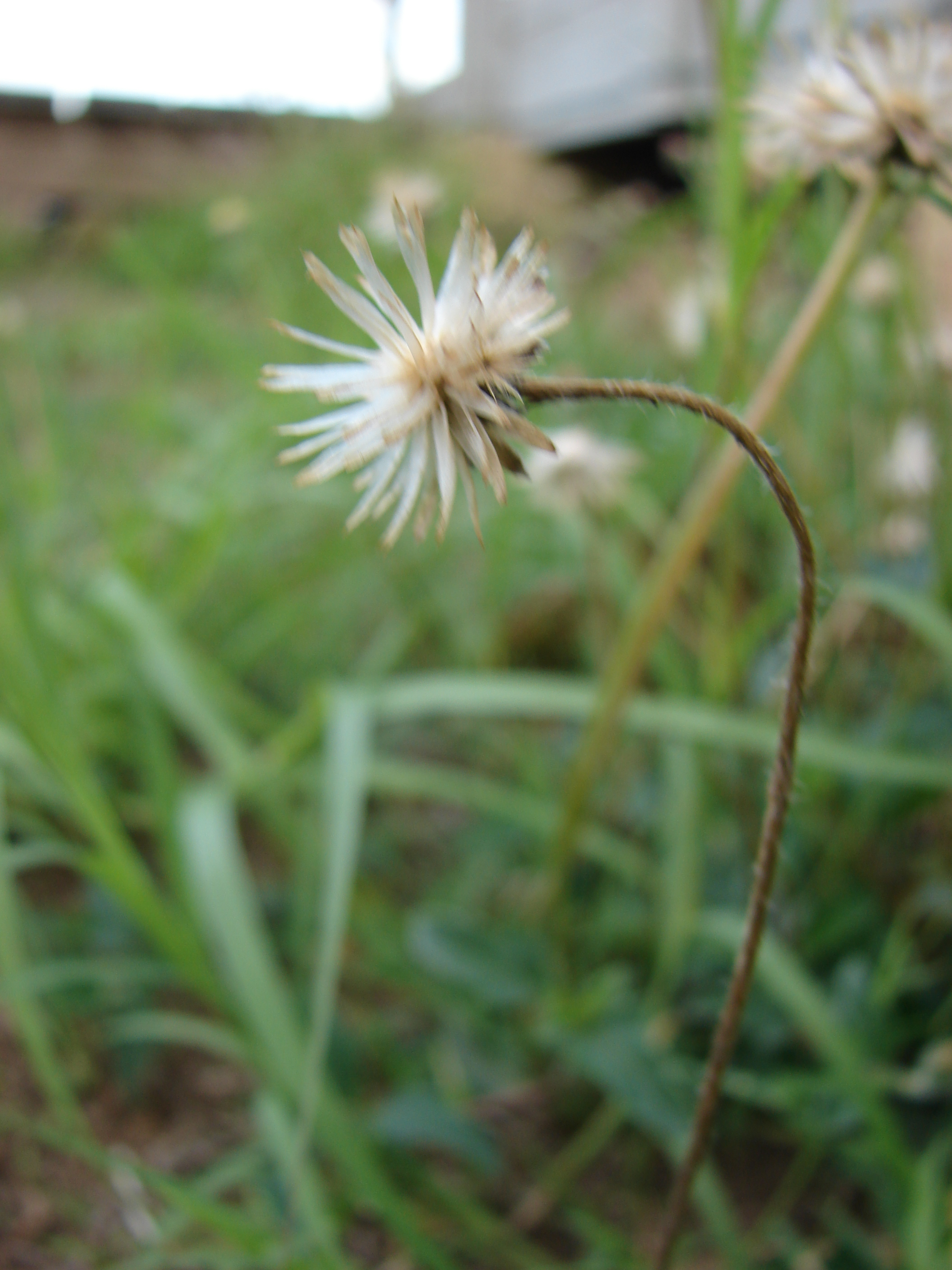
Fruits.